# كافيرا
كافيرا بلدية في ولاية بارانا في المنطقة الجنوبية من البرازيل. تقع البلدة على بعد حوالي 100 كم (63 ميلا) إلى الشمال الغربي من لوندرينا.